# Varahagiri Venkata Giri
Varahagiri Venkata Giri (1894 – 1980) è stato un politico indiano.

## Biografia
Dirigente sindacalista socialista, partecipò alla tavola rotonda di Londra nel 1931. Divenuto membro dell'assemblea legislativa del Kerala, fu ministro di Madras, alto commissario di Ceylon, ministro dell'Unione, governatore dell'Uttar Pradesh, del Kerala e del Maisur, presidente della Camera Alta e vicepresidente dell'Unione Indiana.
Nel 1969 Giri fu eletto Presidente dell'India e mantenne la carica fino al 1974.